# Aleadryas rufinucha
Sineiro-de-nuca-ruiva ou carrilhoneiro-de-nuca-vermelha (Aleadryas rufinucha) é uma espécie de ave da família Pachycephalinae. É a única espécie do género Aleadryas.
Pode ser encontrada nos seguintes países: Indonésia e Papua-Nova Guiné.
Os seus habitats naturais são: regiões subtropicais ou tropicais húmidas de alta altitude.